# Hot Hits - Cold Cuts
Hot Hits - Cold Cuts (o Hot Hits, Cold Cutz, o anche semplicemente Cold Cuts) è un doppio album compilation inedito di Paul McCartney.
Il disco era stato progettato come per metà una sorta di greatest hits (Hot Hits) e per metà (Cold Cuts) composto da brani inediti e scarti di studio risalenti al periodo 1971 - 1980. L'album, la cui uscita è stata più volte rimandata e la cui scaletta dei brani venne più volte modificata da McCartney stesso, non è mai stato ufficialmente pubblicato. Ne circola qualche copia in versione bootleg.

## Origine e storia
La prima versione conosciuta di Hot Hits - Cold Cuts è datata 1978, quando McCartney stava scegliendo i brani da inserire nel greatest hits del suo gruppo Wings. Originariamente l'album doveva essere un doppio LP, con il secondo disco contenente varie outtakes e demo degli Wings, raccolti durante i sette anni di vita della band. La EMI però, spingeva affinché il disco uscisse nei negozi per il Natale e quindi fu pubblicato Wings Greatest come disco singolo, al posto del progettato album doppio che McCartney stentava a definire.
Una seconda versione venne assemblata nel 1979, tagliando via molti degli strumentali e dei brani cantati da Linda McCartney e Denny Laine, aggiungendo due brani provenienti dalle sessioni per il disco Back to the Egg (Robbers Ball e Cage). 
Nell'ottobre 1980, gli Wings si recarono in studio per aggiungere ai brani delle ulteriori sovraincisioni. McCartney quindi completò la versione finale della raccolta con in mente di pubblicarla nel 1981, ma il progetto venne accantonato da Paul in seguito all'omicidio di John Lennon.

## Bootleg
Anche se la compilation non è mai stata ufficialmente pubblicata, almeno tre versioni di essa sono disponibili su dischi pirata.
Di seguito le principali versioni bootleg del disco:
- Hot Hits Cold Cuts (Hot Hits Records SP-12)

Bootleg: contiene la prima versione di Cold Cuts
- Hot Hits Cold Cuts (A Library Product 2337)

Bootleg: contiene la seconda versione di Cold Cuts
- Cold Cuts (No Baloney!) (Pegboy Records 1002)

Bootleg: contiene la terza versione di Cold Cuts
- Kold Kuts - The Last Temptation (Big Howling Hawk 008)

Bootleg: contiene la track-list di quella che avrebbe dovuto essere la quarta versione di Cold Cuts

## Tracce
Tra il 1978 e il 1980 le tre versioni dell'album sono state rese disponibili su numerosi bootleg. Ogni versione contiene missaggi differenti e diverse sovraincisioni da parte di McCartney e dei Wings.

### Versione 1978
1. Mama's Little Girl
2. I Would Only Smile (Denny Laine: voce)
3. Tragedy
4. Night Out
5. Oriental Nightfish (Linda McCartney: voce)
6. Lunch Box/Odd Sox
7. My Carnival
8. Waterspout
9. Send Me The Heart (Denny Laine: voce)
10. Hey Diddle
11. Wide Prairie (Linda McCartney: voce)
12. Tomorrow (versione strumentale)
13. Proud Mum
14. Proud Mum (Reprise)
15. Same Time Next Year
16. Did We Meet Somewhere Before?

### Versione 1979
1. A Love For You
2. Mama's Little Girl
3. Night Out
4. Hey Diddle
5. Best Friend (Live)
6. Tragedy
7. Waterspout
8. Same Time Next Year
9. Cage
10. My Carnival
11. Did We Meet Somewhere Before?
12. Robber's Ball

### Versione 1980
1. A Love For You
2. My Carnival
3. Waterspout
4. Mama's Little Girl
5. Night Out
6. Robber's Ball
7. Cage
8. Did We Meet Somewhere Before?
9. Hey Diddle
10. Tragedy
11. Best Friend (Live)
12. Same Time Next Year

## Descrizione dei brani

### I Would Only Smile
Brano composto e interpretato da Denny Laine. Dopo essere stato escluso dalla seconda versione di Cold Cuts, Laine lo recupererà per l'inclusione nei suoi dischi da solista Japanese Tears e Ranger Zone.

### Oriental Nightfish
Si tratta di una composizione di Linda McCartney, registrata dal gruppo il 17 ottobre 1973 agli Air Studios durante la lavorazione di Band on the Run. In seguito il brano sarà ripescato per l'inclusione nel disco solista postumo di Linda, Wide Prairie del 1998.

### A Love For You
Nel 2003 McCartney rispolverò questo brano, vi aggiunse una nuova parte di chitarra e dei nuovi cori per l'album della colonna sonora del film The In-Laws. In origine era uno scarto dalle sessioni per l'album Ram.

### My Carnival
Remixata nel 1985 per diventare il lato B del singolo Spies Like Us, la canzone risaliva alle sedute di registrazione effettuate a New Orleans durante le quali venne prodotta anche Listen to What the Man Said. È sostanzialmente un rifacimento, con un testo differente, del brano Mardi Gras In New Orleans di Henry Roland Byrd detto "Professor Longhair".

### Lunch Box/Odd Sox
Un brano strumentale registrato durante le sessioni per Venus and Mars. Sarà pubblicato come lato B del singolo Coming Up nel 1980 e incluso nella ristampa CD dell'album Venus and Mars come traccia bonus nel 1993.

### Waterspout
Canzone registrata e scartata durante le sessioni per l'album London Town. Ritenuta uno degli inediti migliori di McCartney, doveva essere inserita nella raccolta All the Best! nel 1987, ma alla fine le venne preferita C Moon.

### Send Me the Heart
Canzone scritta da Laine e McCartney e registrata a Nashville nei Soundshop Studios l'11 luglio 1974. Finirà anch'essa sull'album solista di Laine Japanese Tears.

### Mama's Little Girl
Una delle prime canzoni provate dai Wings. Si tratta di una ballata acustica conosciuta anche come Momma's Little Girl. Originariamente esclusa da Red Rose Speedway del 1973, nel 1987, McCartney, in collaborazione con il produttore Chris Thomas, remixò il brano per la pubblicazione come lato b del singolo Put It There nel 1990.

### Night Out
Scartato da Red Rose Speedway, si tratta di uno dei brani più curiosi di McCartney, a cui sono state aggiunte numerose sovraincisioni nel corso degli anni, da parte sia di McCartney che dei Wings. Sull'acetato originale di Red Rose Speedway, il brano era solamente uno strumentale composto da chitarra, basso, batteria e organo. Su questa base successivamente vengono incise le liriche, che a questo stadio consistono unicamente delle parole «Night Out!» urlate rispettivamente da Paul nel canale destro e da Denny e Linda nel canale audio sinistro. Inoltre McCartney si esibisce in una serie di urla che contribuiscono a rendere l'atmosfera del brano ancora più sinistra e minacciosa. Nella seconda versione di Cold Cuts, alla canzone viene aggiunto un nuovo testo che racconta la storia di un non ben specificato lavoratore notturno.

### Robber's Ball
Brano piuttosto interessante, contiene un raro cantato in stile "operistico" da parte di Paul. Registrato durante le sedute in studio per l'album Back to the Egg ma mai preso in considerazione per l'inclusione nella versione finale del disco.

### Cage
Estromessa da Back to the Egg all'ultimo minuto, doveva essere la seconda traccia del primo lato del disco. Il brano nasce dall'unione di due abbozzi di canzoni: Emotional Moments e He Didn't Mean It provate durante le sessioni per l'album.

### Did We Meet Somewhere Before?
Rifiutata come tema del film di Warren Beatty Il paradiso può attendere, un estratto della canzone si può ascoltare nel film dei Ramones Rock 'n' Roll High School anche se non fa parte ufficialmente della colonna sonora dello stesso. Allan Arkush, il regista, si era messo d'accordo con Paul per poter utilizzare il brano per soli 500 dollari senza però che McCartney apparisse nei crediti del film. La canzone è una ballata romantica nello stile di My Love.

### Wide Prairie
Conosciuta anche come Wide Open Plain o When I Was in Paris, è la seconda canzone di Linda McCartney presente nella prima versione di Cold Cuts. Verrà inclusa nel disco solista postumo di Linda del 1998, remixata e accorciata, senza la traccia vocale di Paul e la lunga jam strumentale jazz finale. Viene anche sostituito il verso del testo "Passiamo le giornate masticando carne" con il più ecologista "Passiamo le giornate sentendoci allegri", in seguito all'avvenuta conversione al vegetarismo dei coniugi McCartney.

### Tomorrow
Versione solo strumentale dell'omonimo brano pubblicato su Wild Life.

### Proud Mum
Altro strumentale nato come jingle pubblicitario per il "Mother's Pride Bread", una celebre marca di pane britannica, ma mai utilizzato.

### Hey Diddle
Iniziata nel 1971 durante le sedute di registrazione per Ram, è un duetto Paul/Linda, rimaneggiato in seguito nel 1974.

### Tragedy
Una cover dell'omonimo brano dei The Fleetwoods registrata durante le sessioni di Red Rose Speedway.

### Best Friend(live)
Registrata dal vivo nel 1972, si tratta di un rock tipicamente "alla Wings" - periodo 1972. Nella riedizione del 1986 di Cold Cuts, il brano fu temporaneamente reintitolato Why Do You Treat Me So Bad?

### Same Time Next Year
Canzone scritta per la colonna sonora del film di Robert Mulligan Lo stesso giorno, il prossimo anno, ma scartata.